# Fédération pour une nouvelle société calédonienne
La Fédération pour une nouvelle société calédonienne (FNSC) est un ancien parti politique de Nouvelle-Calédonie formé le 29 mai 1979 par la réunion de plusieurs partis autonomistes mais anti-indépendantistes, opposés tant aux revendications du Front indépendantiste qu'à l'hégémonie au sein de la famille loyaliste du Rassemblement pour la Calédonie dans la République (RPCR). Très présent sur la scène politique locale entre 1979 et 1984, servant de pivot et de force d'appoints aux deux blocs opposés de la scène politique locale, il disparaît progressivement durant la période des « Évènements » (1984-1988), le maire de Bourail Jean-Pierre Aïfa restant après cela son seul membre à conserver un mandat politique d'importance. En 1999, il se fond dans un nouveau parti voulu comme une alternative au RPCR dans le camp non-indépendantiste, l'Alliance.

## Composition lors de sa création
La FNSC est née de la fusion en 1979 de plusieurs partis du centre ou du centre droit, modérés, anti-indépendantistes mais autonomistes :
- l'Union de Nouvelle-Calédonie (UNC) fondée en 1977 par le maire de Bourail Jean-Pierre Aïfa et d'autres membres de l'Union calédonienne (UC, grand parti ayant dominé la scène politique locale des années 1950 aux années 1970) qui reprochent à ce dernier de trop s'orienter vers l'indépendantisme et de s'éloigner de son positionnement initial centriste, pluriethnique et autonomiste.
- le Parti républicain calédonien (PRC) fondé en 1979 par des dissidents « giscardiens » du Rassemblement pour la Calédonie (RPC, grand parti anti-indépendantiste fondé en 1977 par Jacques Lafleur) opposés à l'affiliation nationale de ce dernier au parti « chiraquien », le Rassemblement pour la République (RPR), et à sa transformation en RPCR. Son nom renvoie au Parti républicain métropolitain, l'une des composantes de l'Union pour la démocratie française (UDF) héritière des Républicains indépendants de Valéry Giscard d'Estaing. Le PRC est dirigé par le sénateur Lionel Cherrier.
- l'Union démocratique (UD) fondée en 1968 pour fédérer l'opposition de droite à l'UC mais limitée depuis la scission du congrès de Ponérihouen du 12 décembre 1971 aux seuls gaullistes locaux de la première heure. Elle est menée par Gaston Morlet.
- le Mouvement wallisien et futunien (MWF), petit parti fondé en 1977 pour représenter les intérêts de la communauté wallisienne et futunienne en Nouvelle-Calédonie, d'Epifano Tui.
- l'Avenir jeune Calédonie (AJC), mouvement réunissant de jeunes « Caldoches » derrière Jean-Paul Belhomme et Willie Porcheron.

Une liste d'union avait déjà été présentée par ces différentes tendances sous le nom d'« Une Nouvelle Société Calédonienne » lors du renouvellement du Conseil de gouvernement (l'exécutif local) en novembre 1978, alors qu'elles étaient précédemment alliées au RPC dans les institutions. Si elle n'obtient pas d'élu, elle empêche le RPCR de conserver la majorité au gouvernement, en faisant jeu égal avec l'UC (3 membres chacun), le septième et dernier siège revenant au Parti socialiste calédonien (PSC), allié de L'Union calédonienne.

## La réussite des élections de 1979 et le faiseur de majorité
Cette dynamique aboutit à la création du parti FNSC à la veille des élections territoriales du 1er juillet 1979 pour servir d'alternative entre le RPCR et le Front indépendantiste (FI) tout juste constitué autour de l'UC et de Jean-Marie Tjibaou. Ne présentant des listes que dans deux des quatre circonscriptions, le Sud (menée par Lionel Cherrier) et la côte Ouest (derrière Jean-Pierre Aïfa), elle crée alors la surprise en obtenant un score particulièrement important et en démontrant sa position de 3e force politique du Territoire avec en tout 8 925 voix (17,82 % des suffrages) et 7 élus sur 36 (elle arrive en deuxième position dans le Sud derrière le RPCR mais devant le FI, avec 6 393 votes, 26,51 % des voix et 5 sièges sur les 17 à pourvoir). Surtout, elle devient un allié incontournable pour la formation de toute coalition gouvernementale, ni le RPCR (40,24 % des suffrages, 15 sièges), ni le FI (34,43 %, 14 élus) n'obtenant de majorité absolue. 
Restant anti-indépendantiste, c'est naturellement qu'elle s'associe dans un premier temps avec le RPCR. Le 4 juillet 1979, Jean-Pierre Aïfa est élu à la présidence de la nouvelle Assemblée territoriale, se succédant à lui-même mais cette fois-ci grâce aux voix du Rassemblement (il avait été élu précédemment le 23 novembre 1978 dans le cadre d'un accord avec l'UC). Le conseil de gouvernement, qui n'est plus élu à la proportionnelle mais au scrutin majoritaire par l'Assemblée (la liste arrivée en tête rafle l'ensemble des sièges), est remporté par la liste « Entente nationale » RPCR-FNSC menée par Dick Ukeiwé : sur sept membres, il comporte cinq RPCR (Dick Ukeiwé, Albert Etuvé, Pierre Frogier, Franck Wahuzue et Pierre Maresca) et deux FNSC (Georges Nagle, puis, après son décès le 18 juillet 1981, Gaston Morlet, et Stanley Camerlynck).
Pourtant, les divisions entre les deux partis ne cessent de s'accumuler, notamment sur la question foncière, le degré d'autonomie et finalement la fiscalité. C'est sur ce dernier point que l'« Entente nationale » éclate en 1982 : les sept conseillers territoriaux FNSC vote le 11 janvier 1982 avec ceux du Front indépendantiste, et contre la volonté du RPCR, la création d'un impôt sur le revenu sur le Territoire. Après quelques mois de négociations, la FNSC finit par quitter la majorité : Gaston Morlet et Stanley Camerlynck démissionnent du Conseil de Gouvernement de Dick Ukeiwé par lettres du 8 juin 1982 (acceptées par le Haut-commissaire Christian Nucci le 11 juin) et le parti vote la motion de censure déposée par les indépendantistes contre l'exécutif le 15 du même mois. Trois jours plus tard, le nouveau conseil de gouvernement est élu : cette fois-ci c'est la « Liste pour un Gouvernement de Réformes et de Développement » unissant FNSC et FI, sous la conduite de l'UC Jean-Marie Tjibaou, qui l'emporte. Il comprend quatre indépendantistes (outre Tjibaou, qui en devient le vice-président, c'est-à-dire le chef politique, il s'agit de l'UPM André Gopoea, le LKS Henri Bailly, la PSC Yvonne Hnada), un membre du RPCR présent à « titre personnel » mais avec l'accord de la direction de son parti (Henri Wetta) et toujours les deux mêmes membres FNSC (Gaston Morlet et Stanley Camerlynck). 

## La perte de sa base électorale
Néanmoins, cette alliance a pour effet de décevoir une grande partie de la base électorale de la FNSC, qui reste avant tout anti-indépendantiste, et donc de favoriser indirectement le RPCR bien que celui-ci soit désormais relégué dans l'opposition à l'Assemblée territoriale. Pour protester contre ce renversement de situation, les loyalistes descendent d'ailleurs dans la rue et investissent l'assemblée avant d'être repoussés par la police. Pour rétablir l'ordre et montrer au gouvernement de Paris (le RPCR accusant le Parti socialiste au pouvoir depuis 1981 de favoriser les indépendantistes et d'être derrière la motion de censure) qu'il a le soutien de la population calédonienne, Jacques Lafleur démissionne le 6 juillet 1982 de son mandat de député de la 2e circonscription (soit la Côte Ouest, qu'il occupe depuis sa création en 1978) et se représente à sa propre succession lors de l'élection législative partielle du 5 septembre qui se transforme en véritable plébiscite en sa faveur. En effet, l'électorat de la FNSC se reporte en masse sur le député sortant qui est réélu avec 91,4 % des voix. 
Les élections municipales des 6 et 13 mars 1983 confirment l'effacement électoral de la FNSC. Si Jean-Pierre Aïfa est réélu maire de Bourail, elle perd les trois autres communes qu'il contrôlait au profit du RPCR (Emmanuel Nicaisse est battu par Bernard Marant à Dumbéa, Robert Emery par Victorin Boewa au Mont-Dore et Raymond Hénin par Ronald Martin à Païta). La même année, aux sénatoriales du 25 septembre, Lionel Cherrier, bien que soutenu tant par son parti que par le Front indépendantiste, n'est pas réélu à la chambre haute du Parlement français, n'obtenant que 114 voix de grands électeurs contre 173 au RPCR Dick Ukeiwé.

## La disparition du paysage politique
Aux élections territoriales du 18 novembre 1984, que le Front de libération nationale kanak et socialiste (FLNKS, nouveau nom du Front indépendantiste) décide de « boycotter activement », lançant la période d'affrontements violents dite des « Évènements », la FNSC s'associe à certains dissidents de l'UC opposés à sa nouvelle stratégie et à sa radicalisation, emmenés par Gabriel Païta. Ils créent ensemble des listes « Union pour la liberté dans l'ordre » (ULO) : elles recueillent 2 379 voix (6,05 % des suffrages) et seulement un élu dans la circonscription ouest (Jean-Pierre Aïfa, qui laisse, comme convenu, son fauteuil à Gabriel Païta le 17 avril 1985). Le RPCR s'affirme comme le champion de la tendance non-indépendantiste puisqu'il totalise 70,87 % des voix et obtient 34 sièges sur 42 (l'abstention s'élevant quant-à-elle à 42,5 % des inscrits). Son positionnement centriste pousse la FNSC à être, avec le Parti fédéral kanak d'Opao (PFK) créé le 4 mai 1985 par Païta (Opao étant le nom donné à la République fédérale indépendante qu'il souhaite créé en Nouvelle-Calédonie), la seule force politique néo-calédonienne à se prononcer en faveur, le 26 juin 1985, du projet d'« indépendance-association » proposé en janvier par le Haut-commissaire puis « ministre chargé de la Nouvelle-Calédonie » Edgard Pisani. Celui-ci fait voter et proclamer le 23 août 1985 un nouveau statut (dit « Fabius-Pisani ») pour le Territoire, qui est divisé en quatre régions (Sud, Centre, Nord, Îles Loyauté) avec chacune un Conseil délibérant qui, réunis, forment le Congrès du Territoire, nouveau nom de l'Assemblée territoriale. Aux premières élections régionales ainsi organisées le 29 septembre suivant, avec cette fois une participation du FLNKS, FNSC et PSK renouvellent leur coopération en reconduisant des listes communes dans le Sud et le Centre sous le nom cette fois d'« Organisation politique d'alliances d'Opao » (O.P.A.O., menée dans le Centre par Jean-Pierre Aïfa, et dans le Sud par Gabriel Païta) : c'est un échec, ils n'obtiennent aucun élu. Considérée désormais comme indépendantiste par son ancien électorat, la FNSC fait les frais de la logique bipartite. N'ayant recueilli que 6,59 % des voix dans le Centre, Jean-Pierre Aïfa déclare le soir même sur la station de radio de RFO : « Il arrive un moment où les partis modérés sont laminés et ne sont plus écoutés. Vous avez la radicalisation à gauche et à droite, et les centres ne sont plus écoutés ». Jacques Lafleur a pour sa part des mots très durs à l'égard de cette formation, dénonçant sur une autre radio, celle des anti-indépendantistes (Radio Rythme Bleu), « la troisième force [...] des individus mi-hommes mi-femmes [...] qui croient aux mirages ». En effet, pour lui, la FNSC est responsable de la situation tendue pour s'être alliée avec les indépendantistes en 1982 et pour avoir maintenu sa candidature dans une région Centre qui était véritablement l'enjeu crucial de ce scrutin (la seule où aucun des deux camps ne semblait être avantagé), permettant, selon lui, la victoire de la liste FLNKS de Léopold Jorédié qui ne l'emporte que de peu (45,4 % contre 41,82 % au RPCR de Dick Ukeiwé).     
Par la suite, la FNSC, tout en continuant formellement à exister jusqu'en 1998, disparaît du paysage politique, à l'exception de Bourail où Jean-Pierre Aïfa est réélu en 1989 et 1995, et doit sans cesse s'allier avec d'autres formations, généralement indépendantistes hors-FLNKS. Ainsi, la FNSC, le PSK et le mouvement Libération kanak socialiste (LKS, dissidence du Palika et du Front indépendantiste créée en 1981 par le grand-chef de Guahma à Maré et figure historique de la lutte indépendantiste, Nidoïsh Naisseline, qui a toujours refusé la stratégie du boycott et de la clandestinité choisie avec intermittence à partir de 1984 par le FLNKS) forment une liste commune aux élections législatives de 1986, les seules de la Ve République à se faire à la proportionnelle. Baptisée l'« Union des indépendantistes », elle a pour candidats titulaires Gabriel Païta et Jacques Lalié (membre du LKS). Alors que le FLNKS boycotte à nouveau ce scrutin, la participation se réduisant à 50,4 % des inscrits, cette liste n'obtient que 8,9 % des suffrages exprimés tandis que le RPCR rafle les deux sièges à pourvoir (Jacques Lafleur et Maurice Nénou) avec 88,5 % des voix. Après la fin des « Évènements », les Accords de Matignon et la provincialisation, Jean-Pierre Aïfa fait partie de 1988 à 1989 du premier Comité consultatif assistant le Haut-commissaire puis mène une liste baptisée « Un Pays pour Tous » lors des élections provinciales du 11 juin 1989 dans le Sud, avec notamment la présence symbolique de l'ancien sénateur UC Armand Ohlen en dernière position : elle arrive en septième position sur dix listes candidates, et ne recueille que 1 526 voix (3,89 % des suffrages exprimés) et aucun élu. 
Absent de pratiquement toutes les échéances électorales des années 1990, Jean-Pierre Aïfa et ce qui reste de ses partisans et de la FNSC se joignent à trois autres mouvements d'opposition à Jacques Lafleur formés par des dissidents plus ou moins anciens du RPCR, Une Nouvelle-Calédonie pour tous (UNCT) de Didier Leroux, Calédonie Demain du maire de Dumbéa Bernard Marant et Développer ensemble pour construire l'avenir (DECA) du maire de Koumac Robert Frouin : ainsi naît pour les élections provinciales du 9 mai 1999 (les premières après la mise en place de la loi organique née de l'accord de Nouméa, que Jean-Pierre Aïfa a soutenu alors que Didier Leroux l'a combattu) une liste commune UNCT-FNSC-divers droite « Alliance pour tous » dans le Sud (Jean-Pierre Aïfa est en deuxième position derrière Didier Leroux, elle obtient 4 830 voix, soit 9,74 % des suffrages, 4 élus sur 40 à l'Assemblée de Province dont 3 au Congrès, Aïfa retrouve ainsi une place au sein des institutions au niveau territorial après 14 ans d'absence) associée à la liste DECA de Robert Frouin dans le Nord (1 141 votes, ou 6,6 %, mais aucun élu). Ces formations s'unissent finalement le 11 novembre 1999 pour créer l'Alliance, nouvelle grande alternative au RPCR au sein des non-indépendantistes. Ce parti participera cinq ans plus tard à la création de l'Avenir ensemble qui remporte les élections provinciales du 9 mai 2004.